# Галенбек
Галенбек (нем. Galenbeck) — община в Германии, в земле Мекленбург-Передняя Померания.
Входит в состав района Мекленбург-Штрелиц. Подчиняется управлению Фридланд. Население составляет 1243 человека (на 31 декабря 2010 года). Занимает площадь 93,56 км².

## Ссылки

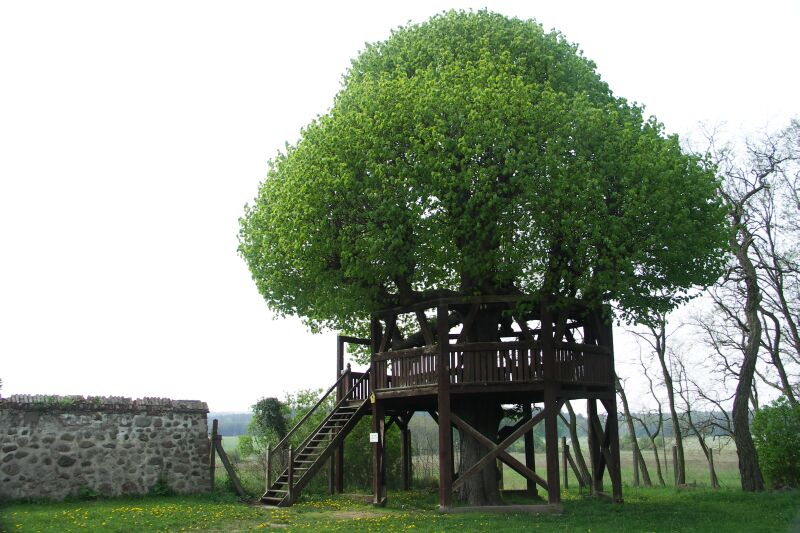
Галенбек